# Palazzo dei Diversi
Il Palazzo dei Diversi è un edificio trecentesco di Pavia, in Lombardia.

## Storia
Il Palazzo dei Diversi si trova a Pavia e fu fatto realizzare dal lucchese Nicoletto Diversi, maestro delle Entrate,  funzionario e cortigiano di Gian Galeazzo Visconti, intorno al 1374. Dato il vasto impiego di laterizi in terracotta, fu ben presto denominato dai pavesi "la casa Rossa". Sorge sull'area di una delle case della famiglia aristocratica dei Beccaria, che occupavano un lato della piazza e risvoltavano nella via Beccaria. I Beccaria furono signori di Pavia fino al 1357, poi perdettero definitivamente il dominio della città, che fu assoggettata ai Visconti. Rientrati in città nel 1359, trovarono le loro case devastate. Non è ben certo però che i Diversi abbiano abitato il palazzo, poiché è noto che già sul finire del Trecento esso era adibito a Monte Frumentario, cioè a luogo dove si radunavano e si vendevano le messi e i cereali; più tardi ospitò la corporazione dei macellai. Nella seconda metà del Cinquecento il comune acquistò l'edificio e vi accentrò tutte le macellerie della città. Lo stemma dei Diversi si trova sopra il portone, ora in parte tamponato. Nel XVII secolo il palazzo divenne proprietà dei conti Fantoni, successivamente passò ai Ciniselli e ad altri, ed in seguito ai Ferrari Villa. Dal 1944 la porzione nord del fabbricato è stata acquistata dai coniugi Tenti e Bosco e passata in successione agli eredi Tenti e Viola.

## Descrizione
L'edificio è strutturato su tre piani con cortile interno. Il piano terra era adibito a botteghe, mentre i restanti due piani erano residenziali. Il primo piano era arricchito da eleganti trifore gotiche, di cui solo una si conserva nella sua completezza. A tre piani fuori terra, porticato il piano terreno su pilastri rettangolari che reggono archi acuti, a muratura di mattoni in parte intonacata, l'edificio dovette possedere nel passato una notevole eleganza, seconda forse solo al castello, quale espressione dell'architettura civile tardogotica pavese. Ciò si può arguire dall'unica grande trifora rimasta scoperta, tutta in cotto ma con colonnine in marmo che reggono archi lobati; trifora cui le altre dovevano somigliare. Oggi le rimanenti, al primo piano, sono soltanto intuibili mediante le screpolature o le cadute dell'intonaco. Ancor più evidenti le tracce di monofore archiacute al secondo piano; ma anche di questa serie solo la prima a sinistra è libera. Altre monofore ancora, simili alla precedente, in parte aperte, in parte tamponate, si trovano nei due piani della facciata su via Beccaria, dove si trova anche una bifora, in parte scoperta.  Nel 1751 la facciata fu arricchita da un grande affresco barocco, opera di Carlo Antonio Bianchi, ora purtroppo molto rovinato.

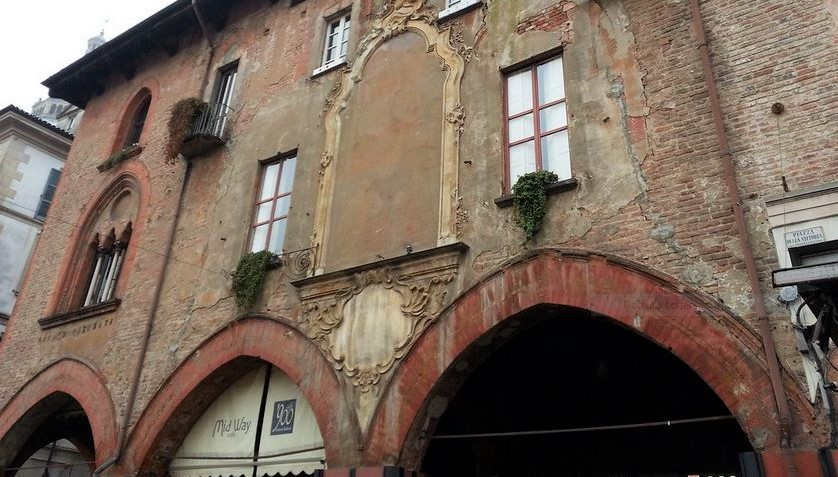
La facciata